# Arsienij Dżyojew
Arsienij Batirowicz Dżyojew (ur. 9 lipca 2002) – rosyjski, a potem azerski zapaśnik walczący w stylu wolnym. Brązowy medalista mistrzostw Europy w 2024.
Wicemistrz świata U-23 w 2024. Mistrz Europy U-23 w 2025, trzeci w 2024 roku.